# El lobo de Wall Street
El lobo de Wall Street —cuyo título original en inglés es The Wolf of Wall Street— es una película estadounidense de comedia negra criminal biográfica de 2013 dirigida por Martin Scorsese y escrita por Terence Winter, basada en las memorias de Jordan Belfort del mismo nombre de 2007. Cuenta la carrera de Belfort como agente de bolsa en la ciudad de Nueva York y cómo su firma, Stratton Oakmont, se involucró desenfrenadamente en la corrupción y el fraude en Wall Street, lo que lo llevó a su caída. Leonardo DiCaprio, quien también fue productor de la película, interpreta a Belfort, con Jonah Hill como su socio y amigo Donnie Azoff, Margot Robbie como su segunda esposa, Naomi Lapaglia, y Kyle Chandler como el agente del FBI Patrick Denham.
DiCaprio y Warner Bros. obtuvieron los derechos de las memorias de Belfort en 2007, con Scorsese confirmado para dirigir, pero las restricciones con respecto al contenido de la adaptación estancaron la producción. Posteriormente, el proyecto recibió luz verde de la productora independiente Red Granite Pictures. La filmación tuvo lugar a fines de 2012 en la ciudad de Nueva York y se filmó principalmente en material de película.
La película se estrenó en la ciudad de Nueva York el 17 de diciembre de 2013 y fue estrenada en los Estados Unidos el 25 de diciembre de 2013 por Paramount Pictures. Fue la primera película estadounidense importante que se lanzó exclusivamente a través de distribución digital. Fue un gran éxito comercial, recaudando 392 millones de dólares en todo el mundo durante su presentación en cines, convirtiéndose en la película más taquillera de Scorsese. La película fue controvertida por su ambigüedad moral y falta de simpatía por las víctimas, así como por su contenido sexual explícito, lenguaje soez extremo, retrato del uso de drogas duras y uso de animales durante la producción. Estableció un récord mundial Guinness por la mayor cantidad de casos de palabras malsonantes en una película. La financiación de la película quedó implicada en el escándalo de corrupción del 1Malaysia Development Berhad; el Departamento de Justicia de Estados Unidos y la Comisión Anticorrupción de Malasia investigaron Red Granite Pictures y el productor Riza Aziz fue arrestado en 2019.
La película recibió reseñas positivas por parte de la crítica cinematográfica y apareció en varias listas de las mejores cintas del año. Fue nominada a varios premios, incluidos cinco en la 86.ª edición de los Premios Óscar: mejor película, mejor director, mejor guion adaptado, mejor actor (para DiCaprio) y mejor actor de reparto (para Hill). DiCaprio ganó el premio al mejor actor en una comedia o musical en la 71.ª edición de los Premios Globo de Oro, donde el filme también fue nominado en la categoría de mejor película de comedia o musical.

## Argumento
La película empieza con un comercial de televisión narrado por Gene Hackman donde promueve la firma Stratton Oakmont. La escena corta a la sede de la misma compañía, donde muchas personas andan drogadas y ebrias. Jordan Belfort luego narra cómo logró tener una gran esposa, una gran mansión en Long Island, un gran Ferrari y volverse multimillonario.
En 1987 el joven Jordan Belfort (Leonardo DiCaprio) decide trabajar en Wall Street en la firma de Mark Hanna (Matthew McConaughey), el cual le aconseja sobre cómo vivir en Wall Street: las drogas, en especial la cocaína, ya que según sus propias palabras: «mantiene el cerebro despierto y hace que logres teclear rápido»; masturbación, ya que según sus palabras: «la sangre fluye, consigue tácticas» y sexo con prostitutas.
Después de pasar su examen de aptitud, Belfort obtiene su licencia de corredor de bolsa, pero posteriormente pierde su puesto de trabajo: la compañía L. F. Rothschild, cae en quiebra después del conocido lunes negro.
Jordan, aconsejado por su mujer, Teresa Petrillo (Cristin Milioti), acude a una pequeña compañía en Long Island que vende acciones de bolsa a pequeñas empresas dirigida por un hombre llamado Dwayne (Spike Jonze). Él decide aplicar sus conocimientos y gana muchísimo dinero, tanto que llama la atención de su vecino Donnie Azoff (Jonah Hill), el cual decide dejar su puesto de trabajo y ser su ayudante.
Pronto deciden abrir su propia empresa de brokers: Stratton Oakmont, y contratan a antiguos compañeros de Belfort y a conocidos de Donnie: Alden Kupferberg (Henry Zebrowski), un vendedor de carne y marihuana; Chester Ming (Kenneth Choi), vendedor de neumáticos y marihuana; Robbie Feinberg (Brian Sacca), vendía todo lo que llegara a sus manos; Nicky Koskoff (P. J. Byrne); y Brad Bodnick (Jon Bernthal), un vendedor de metacualona. Pero Belfort dice que eran algo inadaptados: «Robbie Feinberg tardó cinco años terminar la secundaria; Alden Kupferberg ni siquiera se graduó; Chester Ming era un chino depravado, pero logró graduarse gracias al arte del chamtzui. El más listo era Nicky Koskoff: él fue a la facultad de Derecho. Lo apodé Rugrat por su peinado».
Stratton Oakmont no tarda en facturar mil millones de dólares, él es entrevistado por la revista Forbes y consigue un apodo: «el lobo de Wall Street». Contrata, además, a sus padres Mad Max (Rob Reiner) y Leah Belfort (Brisa Lerma) como contables.
Pero, lejos de tener una vida ejemplar, Belfort y sus empleados organizan fiestas en las que el alcohol y las drogas no cesan. En una fiesta organizada en su mansión de la playa, Belfort conoce a la modelo Naomi Lapaglia (Margot Robbie) y se obsesiona con ella. Su matrimonio finaliza cuando su mujer le descubre siéndole infiel con la modelo y Belfort decide casarse con Naomi. Los años pasan, Belfort es adicto a drogas como la cocaína o la metacualona y se convierte en padre de dos hijos. 
Pero el agente del FBI Patrick Denham (Kyle Chandler) sospecha de Jordan Belfort y de la empresa Stratton Oakmont. Belfort descubre que está siendo investigado y sigue el consejo de uno de sus socios: ingresar su dinero en una cuenta de un banco suizo, concretamente, el banco de Jean-Jacques Saurel (Jean Dujardin). Este le aconseja que el titular de la cuenta no sea él mismo, sino alguien de confianza. En ese caso, si el FBI le investiga, no descubrirá dicha cuenta. La escogida es la tía de Naomi, Emma (Joanna Lumley), junto a la que otro pequeño número de personas ingresarán los billetes en dicho banco. El agente Denham cada vez está más cerca de descubrir los entresijos de Belfort y uno de sus abogados le aconseja que acepte algún pequeño delito, pague una multa y se olvide. En definitiva, que haga un trato con el FBI que le aparte de la dirección de su empresa. Pero, en el último momento, mientras anuncia esto mismo a sus empleados, Jordan Belfort decide que no: continuará al frente de su empresa y no pactará con el FBI. Es entonces cuando el FBI investiga la empresa a fondo, incluido interrogatorios a los empleados de la misma. Casi son atrapados cuando Donnie hace que arresten a Brad, uno de los hombres de fiar de Belfort, cuando se suponía que Donnie debía darle dinero a Brad; pero Donnie, drogado, lo insulta a él y a su esposa en frente de varios policías. Brad es liberado después de tres meses y tiempo después muere de un ataque al corazón.
Cuando la tía Emma fallece, Belfort ve peligrar los veinte millones de dólares que hay en la cuenta del banco suizo. Saurel le dice que la tía Emma lo había llamado su sucesor en la cuenta pero que solo tiene un día para llegar a Suiza y reclamar el dinero en la cuenta. Drogado en su yate, junto a su amigo Donnie, su mujer y la mujer de este, Belfort decide dar orden de navegar a Mónaco y de ahí conducir a Suiza para hablar con Saurel. El capitán del barco no recomienda lo mismo: la mar está picada y es peligroso. Pero Belfort está drogado, no hace caso al capitán y le da la orden de navegar. Lamentablemente, el yate se hunde y son rescatados por unos marinos de Italia y Belfort comprende que ha puesto la vida en peligro de su familia y amigos, así como la suya propia. Cuando está en el barco de los marinos, Belfort ve cómo el avión que había mandado a rescatarlos explota frente a sus ojos. Resulta que una gaviota entró dentro de un motor. Belfort cree que es un mensaje de Dios y decide dejar de drogarse.
Dos años después, Denham arresta a Belfort, que regresa a trabajar y vivir en los Estados Unidos, durante un infomercial. Resulta que su socio Rugrat fue arrestado en Florida con Saurel, quien confesó todo y lo delató al FBI. Para empeorar las cosas, lo acusaron de lavar dinero del narcotráfico mediante competencias en bote con Rocky Aoki, dueño de Benihana. El FBI le ofrece un pacto que reducirá su condena de veinte a tres años en prisión. Un pacto que consiste en delatar a sus amigos. Belfort acepta, pero no tiene intención de denunciar a sus amigos.
En su casa, Naomi le revela que quiere divorciarse y que tendrá la custodia de sus hijos. Jordan, drogado, se pone histérico e intenta escapar con su hija, pero choca su coche. Al día siguiente, Denham y el FBI le ponen un micrófono escondido para sus acciones, pero no puede contarle a nadie que lo usa. Durante el trabajo, Belfort le pasa una carta a Donnie advirtiéndole del micrófono.
Denham visita a Belfort y le informa que encontraron la carta y que irá a la cárcel. Después de que delata a su firma, Belfort cumple solo 36 meses en una prisión de Nevada. El FBI luego cierra la firma Stratton Oakmont.
Una vez cumplida su condena, Jordan Belfort decidió dedicarse a dar conferencias para enseñar sus conocimientos de bolsa. Y todo empieza con una propuesta: «véndeme este bolígrafo».

## Reparto
- Leonardo DiCaprio como Jordan Belfort.
- Jonah Hill como Donnie Azoff.
- Margot Robbie como Naomi Lapaglia.
- Kyle Chandler como Agente Patrick Denham.
- Rob Reiner como Max Belfort.
- Jon Bernthal como Brad Bodnick.
- Matthew McConaughey como Mark Hanna.
- Jon Favreau como Manny Riskin.
- Jean Dujardin como Jean Jacques Saurel.
- Joanna Lumley como la tía Emma.
- Cristin Milioti como Teresa Petrillo.
- Christine Ebersole como Leah Belfort.
- Shea Whigham como Capitán Ted Beecham.
- Katarina Čas como Chantalle Bodnick.
- Stephanie Kurtzuba como Kimmie Belzer.
- P. J. Byrne como Nicky Koskoff.
- Kenneth Choi como Chester Ming.
- Brian Sacca como Robbie Feinberg.
- Henry Zebrowski como Alden Kupferberg.
- Ethan Suplee como Toby Welch.
- Jordan Belfort como anfitrión de Auckland Straight Line.
- Ashlie Atkinson como Rochelle Applebaum.
- Thomas Middleditch como bróker de Stratton.
- Fran Lebowitz como Jueza Samantha Stogel.
- Robert Clohessy como Nolan Drager.
- Spike Jonze como Dwayne.

## Producción

### Desarrollo

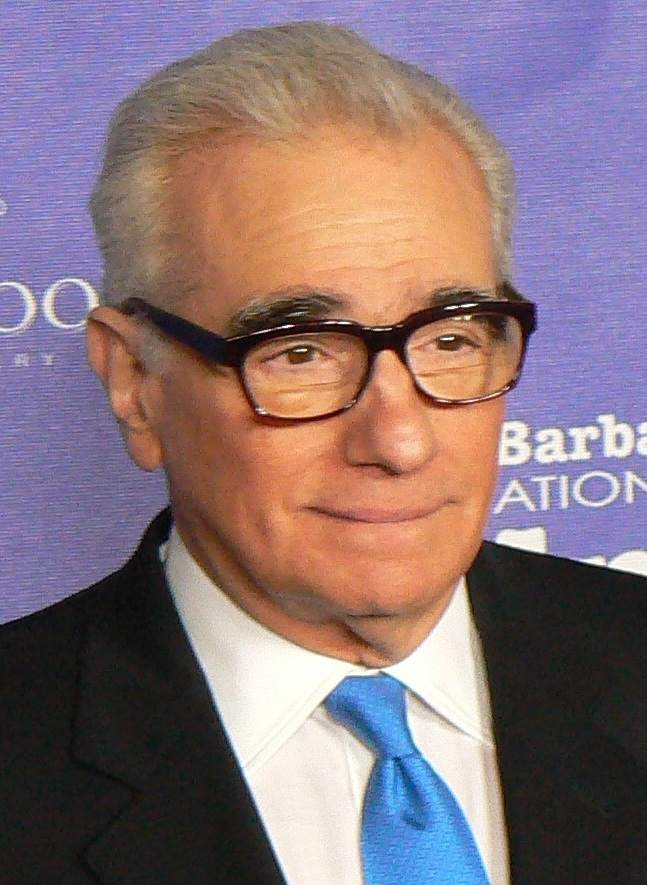
Martin Scorsese, el director de la película, en 2012.

En 2007, DiCaprio y Warner Bros. salieron victoriosos en una guerra de ofertas por los derechos de las memorias de Belfort, El lobo de Wall Street, con Belfort ganando un millón de dólares en el trato. Habiendo trabajado en el guion, Martin Scorsese iba a dirigir la película, pero abandonó el proyecto para trabajar en Shutter Island (2010). El director declaró que «desperdició cinco meses de [su] vida» esperando que Warner Bros. diera luz verde a la producción. En 2010, Warner Bros. le ofreció el trabajo de director a Ridley Scott, con DiCaprio interpretando a Belfort, pero el estudio finalmente abandonó el proyecto.
En 2012, la empresa independiente Red Granite Pictures dio luz verde al proyecto sin restricciones de contenido. Scorsese volvió a bordo. Red Granite Pictures también le pidió a Paramount Pictures que distribuyera la película; Paramount accedió a hacerlo en América del Norte y Japón, pero no al resto del mercado internacional. Universal Pictures adquirió los derechos de distribución internacional.
Según Belfort, Random House le pidió que atenuara o eliminara las representaciones de libertinaje en sus memorias antes de la publicación, especialmente las relacionadas con su despedida de soltero, que presentaba zoofilia y uso desenfrenado de drogas como el óxido nitroso; ni las memorias publicadas ni la película contienen referencias a esto. En el filme se omite el origen étnico de Belfort; según el periódico Haaretz el director minimizó la identidad judía del protagonista para evitar la incorrección política.
En la película, la mayoría de los nombres de los personajes de la vida real se cambiaron. Donnie Azoff está basado en Danny Porush. El nombre se cambió después de que Porush amenazara con demandar a los cineastas. Porush sostuvo que gran parte de la película es ficticia y que Azoff no es una descripción precisa de él. El ex director ejecutivo de Donna Karan Jeanswear, Elliot Lavigne, no aparece en la película, pero un incidente relatado en el libro, en el que Belfort le da a Lavigne reanimación boca a boca para evitar que muera asfixiado, es similar a una escena en la película que involucra a Donnie. El agente del FBI Patrick Denham es el sustituto de Gregory Coleman en la vida real y el abogado Manny Riskin está basado en Ira Sorkin. La primera esposa de Belfort, Denise Lombardo, pasa a llamarse Teresa Petrillo, y su segunda esposa, Nadine Caridi, es Naomi Lapaglia en la pantalla. Por el contrario, el nombre de Mark Hanna sigue siendo el mismo que el del corredor de bolsa L.F. Rothschild que, al igual que Belfort, fue condenado por fraude y cumplió condena en prisión. Los nombres de los padres de Belfort, Max y Leah Belfort, siguieron siendo los mismos para la película. El papel de la tía Emma se le ofreció inicialmente a Julie Andrews, quien lo rechazó porque se estaba recuperando de una lesión en el tobillo y fue reemplazada por Joanna Lumley. En enero de 2014, Jonah Hill reveló en una entrevista con Howard Stern que había ganado solo sesenta mil dólares por la película (la tasa SAG-AFTRA más baja posible por su cantidad de trabajo), mientras que DiCaprio (quien también fue productor) recibió diez millones.

### Filmación
La filmación empezó el 8 de agosto de 2012 en Nueva York. Jonah Hill anunció que su primer día de rodaje era el 4 de septiembre. También se informó que se filmaría en Closter, Nueva Jersey, y Ardsley, Nueva York. Se usó vitamina D en polvo como sustancia falsa para la cocaína en la película; Hill fue hospitalizado con bronquitis debido a la inhalación de grandes cantidades durante el rodaje.
La montadora de Scorsese, Thelma Schoonmaker, dijo que la película se filmaría digitalmente en lugar de en película. Scorsese había sido partidario de filmar en película, pero decidió filmar Hugo digitalmente por ser en 3D. A pesar de haber sido filmado en 2D, El lobo de Wall Street se planeó originalmente para ser filmado digitalmente. Schoonmaker expresó su decepción con la decisión: «Parece que hemos perdido la batalla. Creo que Marty simplemente siente que lamentablemente se acabó y que no ha habido un campeón del cine más grande que él». Después de extensas pruebas de comparación durante la preproducción, finalmente la mayor parte de la película se filmó en película, mientras que las escenas que usaban efectos de pantalla verde o poca luz se filmaron con el sistema de cámara digital Arri Alexa. La película contiene entre 400 y 450 tomas de efectos visuales.

### Lenguaje vulgar
La película estableció un récord mundial Guinness por la mayor cantidad de palabras malsonantes usadas en una película. Utiliza la palabra «fuck» 506 veces, «cunt» tres veces, «twat» dos veces, «fuckface» una vez y «prick» cuatro veces, con un promedio de 2,81 blasfemias por minuto. Los poseedores de récords anteriores fueron la película de gánsteres Casino de Scorsese de 1995, que tenía 422 usos de la palabra, y la película británica de 1997 Nil by Mouth, que tenía 428. Desde entonces, el récord lo ha batido Swearnet: The Movie, que utiliza la palabra 935 veces.
El distribuidor de la película en los Emiratos Árabes Unidos cortó 45 minutos de escenas de palabrotas, blasfemias religiosas, consumo de drogas y sexo, y silenció diálogos que contenían esas palabras. The National informó que el público en los Emiratos Árabes Unidos hubiese preferido que la película no hubiese sido proyectada en lugar de haber sido editada tan intensamente.

## Estreno

### Salas de cine
El lobo de Wall Street se estrenó en el Teatro Ziegfeld de la ciudad de Nueva York el 17 de diciembre de 2013, seguido de un estreno nacional el 25 de diciembre. Su fecha de estreno original del 15 de noviembre se retrasó después de que se hicieron recortes para reducir la duración del filme. El 22 de octubre, se informó que la película se estrenaría esa Navidad. El 29 de octubre, Paramount confirmó oficialmente que la película se estrenaría el día de Navidad, con una duración de 165 minutos. El 25 de noviembre se informó que la duración iba a ser de 180 minutos. La Motion Picture Association la calificó oficialmente como R por «secuencias de fuerte contenido sexual, desnudos, uso de drogas y lenguaje en todo momento, y algo de violencia». En el Reino Unido, la película recibió un certificado 18 de la British Board of Film Classification por el uso del lenguaje, contenido sexual y uso de drogas duras.
La película se prohibió en Kenia, Malasia, Nepal y Zimbabue debido a sus escenas que muestran sexo, drogas y lenguaje vulgar, y se cortaron escenas adicionales en las versiones que se proyectaron en India. En Singapur, después de que se hicieran cortes en una escena de una orgía homosexual, así como algún lenguaje religiosamente profano o denigrante, la película recibió la calificación R21.
El estreno de El lobo de Wall Street marcó un cambio en la historia del cine cuando Paramount se convirtió en el primer gran estudio en distribuir películas a los cines exclusivamente en formato digital, eliminando por completo la película de 35 mm. Anchorman 2: The Legend Continues fue la última producción de Paramount que incluyó una versión cinematográfica de 35 mm.

### Versión casera
El lobo de Wall Street se lanzó en DVD y Blu-ray el 25 de marzo de 2014. El 27 de enero de 2014, se anunció que se añadiría una versión del director de cuatro horas a la edición casera. Paramount Pictures y Red Granite Pictures anunciaron más tarde que la edición solo presentaría la versión que se proyectó en los cines. El 14 de diciembre de 2021 se lanzó un Blu-ray 4K Ultra HD.

## Recepción

### Taquilla
El lobo de Wall Street recaudó 116,9 millones de dólares en América del Norte y 275 millones de dólares a nivel mundial, para un total de 392 millones de dólares, lo que la convirtió en la película más taquillera de Scorsese en todo el mundo. En América del Norte, la película llevó al número cinco en su primer fin de semana de estreno, con 19,4 millones de dólares en 3387 salas, detrás de El hobbit: la desolación de Smaug, Frozen, Anchorman 2: The Legend Continues y American Hustle. En Australia, es la película con clasificación R más taquillera, ganando 12,96 millones de dólares.

### Crítica
En Rotten Tomatoes, El lobo de Wall Street tiene un índice de aprobación del 80 % según 289 reseñas y una calificación promedio de 7,80 sobre 10. El consenso crítico del sitio dice: «Divertida, autorreferencial e irreverente hasta el extremo, El lobo de Wall Street encuentra a Martin Scorsese y Leonardo DiCaprio en su dinámica más contagiosa». En Metacritic, la película tiene un puntaje promedio ponderado de 75 sobre 100 basado en 47 reseñas, lo que indica «reseñas generalmente favorables».
Peter Travers, de la revista Rolling Stone, nombró a El lobo de Wall Street como la tercera mejor película de 2013. Mick LaSalle, del San Francisco Chronicle, escribió: «es la mejor y más disfrutable película estadounidense que se estrenará este año». Richard Brody, de The New Yorker, llamó a la película «olímpica», diciendo que si era la última película de Scorsese «se ubicaría entre las despedidas más ásperamente impresionantes del cine». Richard Roeper, del Chicago Sun-Times, le dio a la película una B+, calificándola de «buena, no excelente, película de Scorsese».
Dana Stevens, de Slate, fue más crítica y calificó la película de «épica en tamaño, claustrofóbicamente estrecha en su alcance». Marshall Fine, de The Huffington Post, argumentó que la historia «quiere que nos interesen los personajes que, para empezar, son personas aburridas, embotados por sus delirios de ser interesantes por estar drogados». Algunos críticos vieron la película como una glorificación irresponsable de Belfort y sus asociados en lugar de un derribo satírico. DiCaprio defendió la película, opinando que no glorifica el estilo de vida excesivo que retrata.
En 2016, la película ocupó el puesto 78 en la lista de las 100 mejores películas del siglo XXI de la BBC. En 2017, Richard Brody nombró a El lobo de Wall Street como la segunda mejor película del siglo XXI hasta el momento, detrás de Elogio del amor de Jean-Luc Godard. En 2019, Brody nombró a El lobo de Wall Street como la mejor película de la década de 2010.

### Respuesta del público
La película recibió una calificación promedio de C en una escala de A+ a F del público encuestado por CinemaScore, la calificación más baja de las películas estrenadas esa semana. Según The Los Angeles Times, la película atrajo espectadores conservadores porque su marketing tenía un tono más moralista que la película.
Christina McDowell, hija de Tom Prousalis, quien trabajó en estrecha colaboración con Belfort en Stratton Oakmont, escribió una carta abierta a Scorsese, DiCaprio y Belfort, criticando la película por retratar de manera insuficiente a las víctimas de los delitos financieros de Stratton Oakmont, sin tener en cuenta el daño causado a su familia, y otorgar estatus de celebridad a personas que no lo merecen (Belfort y sus socios, incluido su padre).
Steven Perlberg de Business Insider vio una proyección anticipada de la película en Regal Cinemas cerca del edificio Goldman Sachs con una audiencia de trabajadores financieros. Perlberg notó los aplausos de los presentes en lo que consideró todos los momentos equivocados, y escribió: «Cuando Belfort, un drogadicto que intenta mantenerse sobrio, rompe un cojín del sofá para llegar a su escondite secreto de coca, hubo aplausos».
El exfiscal federal adjunto Joel M. Cohen, que procesó a Belfort, criticó tanto la película como el libro en el que se basa. Dijo que cree que algunas de las afirmaciones de Belfort fueron «inventadas»: por ejemplo, Belfort «aumentó su importancia y reverencia por él por parte de otros en su firma». Criticó duramente la película por no representar a las «miles de víctimas que perdieron cientos de millones de dólares», sin aceptar el argumento de los cineastas de que habría desviado la atención de los infractores. Lamentó el final, «más que un insulto» a las víctimas de Belfort, en el que aparece el verdadero Belfort, mientras muestra «un gran cartel que anuncia el nombre de la verdadera compañía de oradores motivacionales del Sr. Belfort», y una descripción positiva de Belfort pronunciando «variantes de las mismas falsedades que enseñó a otros para usar contra sus víctimas».

### Listas de las mejores películas
El lobo de Wall Street se incluyó en las diez mejores listas de películas estrenadas en 2013 de muchos críticos de cine y fue elegida como una de las diez mejores películas del año por el American Film Institute. El análisis de Metacritic encontró que era la novena película más mencionada en las clasificaciones de las mejores películas del año y la vigesimosegunda más mencionada en las clasificaciones de las mejores películas de la década.
- 1.º - Sasha Stone, Awards Daily
- 1.º - Stephen Schaefer, Boston Herald
- 1.º - Richard Brody, The New Yorker (junto a To the Wonder)

- 2.º - Wesley Morris, Grantland
- 2.º - Mick LaSalle, San Francisco Chronicle
- 2.º - Ben Kenigsberg, The A.V. Club

- 3.º - James Berardinelli, Reelviews
- 3.º - MTV
- 3.º - Glenn Kenny, RogerEbert.com
- 3.º - Peter Travers, Rolling Stone

- 4.º - Scott Feinberg, The Hollywood Reporter
- 4.º - Drew McWeeny, HitFix
- 4.º - Yahoo! Movies
- 4.º - Christopher Orr, The Atlantic
- 4.º - Barbara Vancheri, Pittsburgh Post-Gazette

- 5.º - Caryn James, Indiewire[85]
- 5.º - Stephen Holden, The New York Times
- 5.º - Rex Reed, The New York Observer
- 5.º - Katey Rich, Vanity Fair
- 5.º - David Chen, /Film

- 6.º - TV Guide
- 7.º - Matt Zoller Seitz, RogerEbert.com[86]
- 7.º - Film School Rejects
- 7.º - Todd McCarthy, The Hollywood Reporter
- 7.º - Scott Tobias, The Dissolve
- 7.º - Scott Mantz, Access Hollywood
- 7.º - Mark Mohan, The Oregonian
- 7.º - Sam Adams, The A.V. Club

- 8.º - Nathan Rabin, The Dissolve
- 8.º - Bill Goodykoontz, Arizona Republic
- 8.º - Randy Myers, San Jose Mercury News

- 9.º - Joe Neumaier, New York Daily News

- 10.º - Andrew O'Hehir, Salon.com
- 10.º - Jessica Kiang and Katie Walsh, Indiewire
- 10.º - A.O. Scott, The New York Times
- 10.º - Rene Rodriguez, Miami Herald
- 10.º - Marjorie Baumgarten, The Austin Chronicle
- 10.º - Keith Uhlich, Time Out New York

- Top 10 – (sin orden en particular)
- Top 10 – James Verniere, Boston Herald
- Top 10 – Stephen Whitty, The Star-Ledger
- Top 10 – Joe Williams, St. Louis Post-Dispatch

### Controversias

#### Uso de animales
El lobo de Wall Street hizo uso de animales, incluidos un chimpancé, un león, una serpiente, un pez y perros. El chimpancé y el león fueron proporcionados por el santuario de vida silvestre Big Cat Habitat en el condado de Sarasota, Florida. Chance, un chimpancé de cuatro años, pasó tiempo con DiCaprio y aprendió a patinar en tres semanas. El santuario también proporcionó un león llamado Handsome porque la empresa comercial representada en la película usaba un león como símbolo. Danny Porush negó que hubiera animales en la oficina, aunque admitió haber comido el pez dorado de un empleado.
En diciembre de 2013, antes del estreno de la película, la organización Friends of Animals criticó el uso del chimpancé y organizó un boicot a la película. Variety informó: «Friends of Animals cree que el chimpancé [...] sufrió daños psicológicos irreversibles después de verse obligado a actuar». The Guardian comentó sobre las crecientes críticas al uso de animales por parte de Hollywood y escribió: «El uso de un chimpancé por parte de El lobo de Wall Street llega cuando Hollywood está bajo un escrutinio cada vez mayor por el uso de animales en la pantalla». PETA también lanzó una campaña para resaltar el maltrato de los «actores» simios y para pedirle a DiCaprio que no trabaje con simios de gran tamaño.

#### Escándalo 1MDB

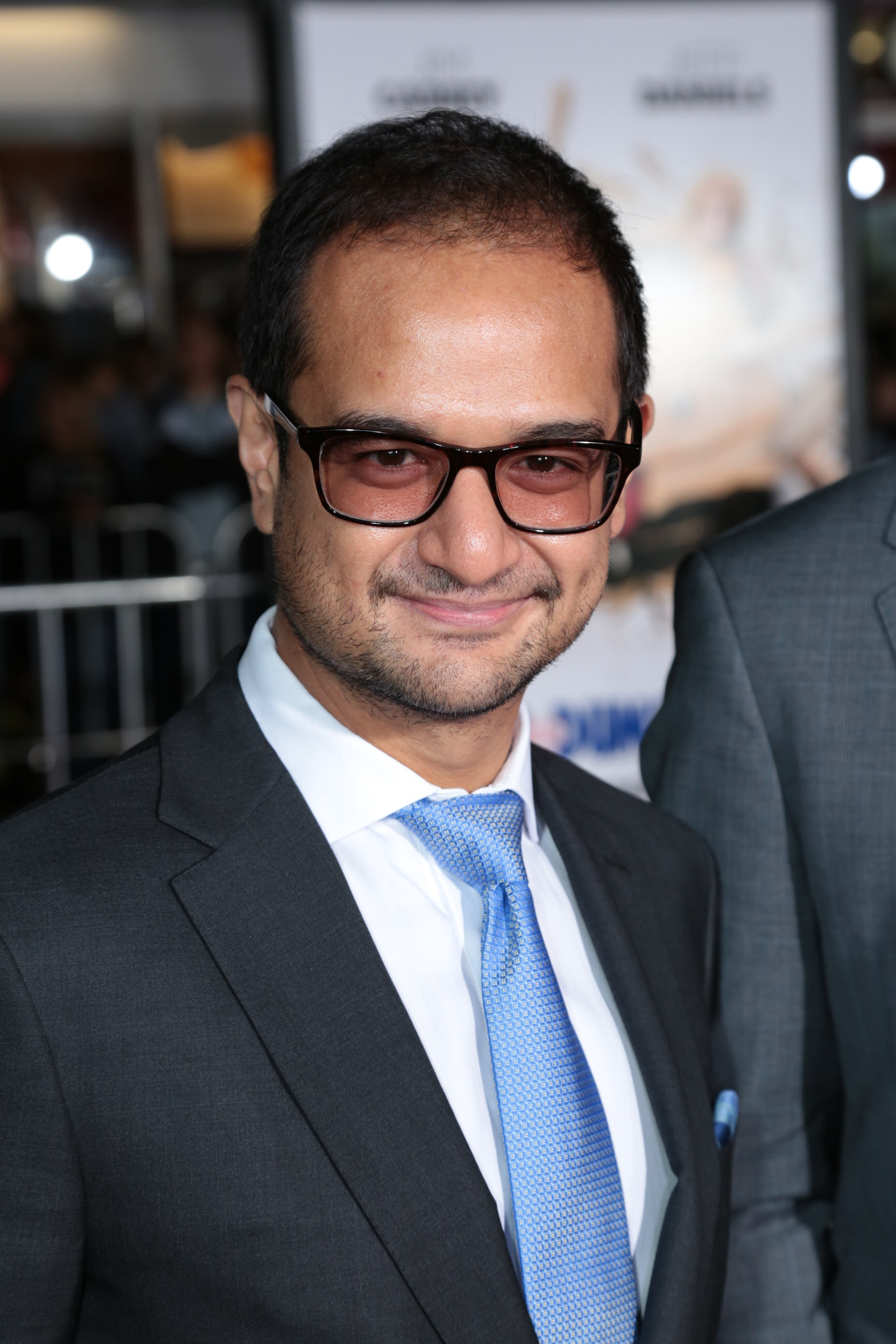
El productor Riza Aziz fue arrestado en 2019 y enfrenta un juicio al ser acusado de que la financiación de El lobo de Wall Street está relacionada con el escándalo del 1Malaysia Development Berhad. El escándalo también implicó a su padrastro Najib Razak, ex primer ministro de Malasia.

En 2015, Red Granite Pictures y los financistas de la película se vieron implicados en el escándalo del 1Malaysia Development Berhad, un gran escándalo de corrupción internacional que comenzó en Malasia. La Comisión Anticorrupción de Malasia (MACC) alegó que la película fue financiada por el dinero que el productor Riza Aziz robó del fondo soberano de Malasia 1Malaysia Development Berhad (1MDB). Aziz es el hijastro del entonces primer ministro de Malasia, Najib Razak. Aziz fue arrestado en relación con el escándalo y se declaró inocente de los cargos de lavado de dinero en julio de 2019. Según documentos judiciales, una empresa propiedad del empresario fugitivo Jho Low les dio a los productores de la película un anticipo de nueve millones de dólares. Low recibió un agradecimiento especial en los créditos de la película.
La película es parte de una investigación más amplia sobre estos movimientos monetarios ilícitos, y en 2016 fue nombrada en una serie de denuncias civiles presentadas por el Departamento de Justicia de los Estados Unidos «por haber proporcionado una cuenta fiduciaria a través de la cual cientos de millones de dólares pertenecientes a los fondos de 1MDB fueron desviados ilícitamente». Para resolver la demanda civil, Red Granite Pictures acordó pagar al gobierno de los EE. UU. sesenta millones de dólares sin «admisión de irregularidades o responsabilidad por parte de Red Granite». Este acuerdo fue parte de un esfuerzo más amplio de los EE. UU. para incautar aproximadamente 1700 millones de dólares en activos presuntamente comprados con fondos malversados de 1MDB. En enero de 2020, Belfort demandó a Red Granite por 300 millones de dólares, y también deseaba anular su acuerdo de derechos; dijo que nunca habría vendido los derechos de Red Granite si hubiera sabido cómo se financiaba la película.

#### Debate sobre la temática
Varias personas han descrito la película como materialista, fomentando el comportamiento codicioso, la riqueza extrema y defendiendo a las personas infames retratadas en la película. Christina McDowell, cuyo padre, Tom Prousalis, trabajó en asociación con Belfort, acusó a los cineastas de haber «exacerbando nuestra obsesión nacional con la riqueza y el estatus y glorificando la codicia y el comportamiento psicópata». Hizo hincapié en la gravedad y la importancia de los crímenes de Belfort y dijo que El lobo de Wall Street es un «intento imprudente de seguir fingiendo que este tipo de esquemas son entretenidos, incluso cuando el país se está recuperando de otra ronda de escándalos de Wall Street».
Después de que DiCaprio se defendiera de las críticas, la periodista de Variety Whitney Friedlander calificó la película como «tres horas de dinero en efectivo, drogas, prostitutas» y argumentó que la película es una «celebración de este estilo de vida» e implica que la riqueza extrema de corta duración y las experiencias extraordinarias son superiores al comportamiento normal.
Nikole TenBrink, vicepresidenta de marketing y membresía de Risk and Insurance Management Society, dijo que la película es una «historia de advertencia de lo que puede suceder cuando el fraude no se controla». Describió la perspicacia comercial de Belfort, su talento para comunicar y vender sus ideas y su capacidad para motivar a otros como «lecciones valiosas para los profesionales del riesgo que buscan evitar trampas similares».

### Reacción de Belfort
Belfort dijo que la película sobre él y Stratton Oakmont hizo un excelente trabajo al describir el «sentimiento general» de esos años y agregó: «la camaradería, la locura, eso fue exacto». Sobre su consumo de drogas, Belfort dijo que sus hábitos reales eran «mucho peores» que los que se muestran en la película y que «al final tomaba 22 drogas diferentes».
Belfort también analizó las inexactitudes en la simplificación excesiva de la película de la transición gradual de Stratton Oakmont de abogar por «acciones especulativas» para «ayudar a construir Estados Unidos» a cometer delitos. Dijo que «no le gustaba escuchar» representaciones demasiado simplificadas y contundentes de sus crímenes porque «me hacía parecer que solo estaba tratando de estafar a la gente». Pero Belfort reconoció los beneficios cinematográficos de estas simplificaciones excesivas como «una manera muy fácil en tres horas» de «conmover emocionalmente al público».

### Reacción de Nadine Maculoso
El 28 de septiembre de 2022, Nadine Maculoso, la exesposa de Belfort en quien se basó el personaje de Naomi, dijo que la descripción de Belfort y su relación era precisa y que espera educar a las personas sobre las señales de abuso doméstico y relaciones tóxicas.

### Premios y nominaciones
La película fue nominada a cinco Premios Óscar: mejor película, mejor director para Scorsese, mejor guion adaptado para Winter, mejor actor para DiCaprio y mejor actor de reparto para Hill. También fue nominada a cuatro Premios BAFTA, incluyendo mejor director, mejor actor y mejor guion adaptado, y dos Premios Globo de Oro, incluyendo mejor película (comedia o musical). DiCaprio ganó el Globo de Oro en la categoría de mejor actor en una comedia o musical.

## Banda sonora
La banda sonora de la película presenta pistas de música originales y preexistentes. Fue lanzado el 17 de diciembre de 2013 para descarga digital. En la película se utilizan más de sesenta canciones, pero solo dieciséis están en la banda sonora oficial. La música original incluye composiciones originales de Theodore Shapiro.